# Melle Runderkamp
Melle Runderkamp (circa 1978) is een Nederlandse scenarioschrijver en columnist.
Runderkamp studeerde van 2001 tot 2004 aan de Nederlandse Film en Televisie Academie. Daarna werkte hij aan een reeks scenario's voor films en televisieprogramma's, veelal in samenwerking met anderen. Sinds 2012 schrijft hij samen met Simon Hendriksen onder de noemer De Betrouwbare Mannetjes een in principe wekelijkse, satirische column voor de Volkskrant.
Runderkamp schreef ook de thriller Ontspoord die in 2019 door spoorwegbedrijf NS in 210 stukjes op berichtendienst WhatsApp werd gepubliceerd.

## Scenario's

### Film
- 2004: Balverliefd (korte film)
- 2012: Black Out
- 2016: Familieweekend

### Televisie
- 2005: Samen
- 2006-2009: Shouf Shouf!
- 2008: Het schnitzelparadijs
- 2009: Verborgen gebreken
- 2016: De Ludwigs (in 2017 ook de Engelstalige remake Hunter Street)
- 2017: De mannentester
- 2019-2025: Promenade